# Karl-Otto Edel

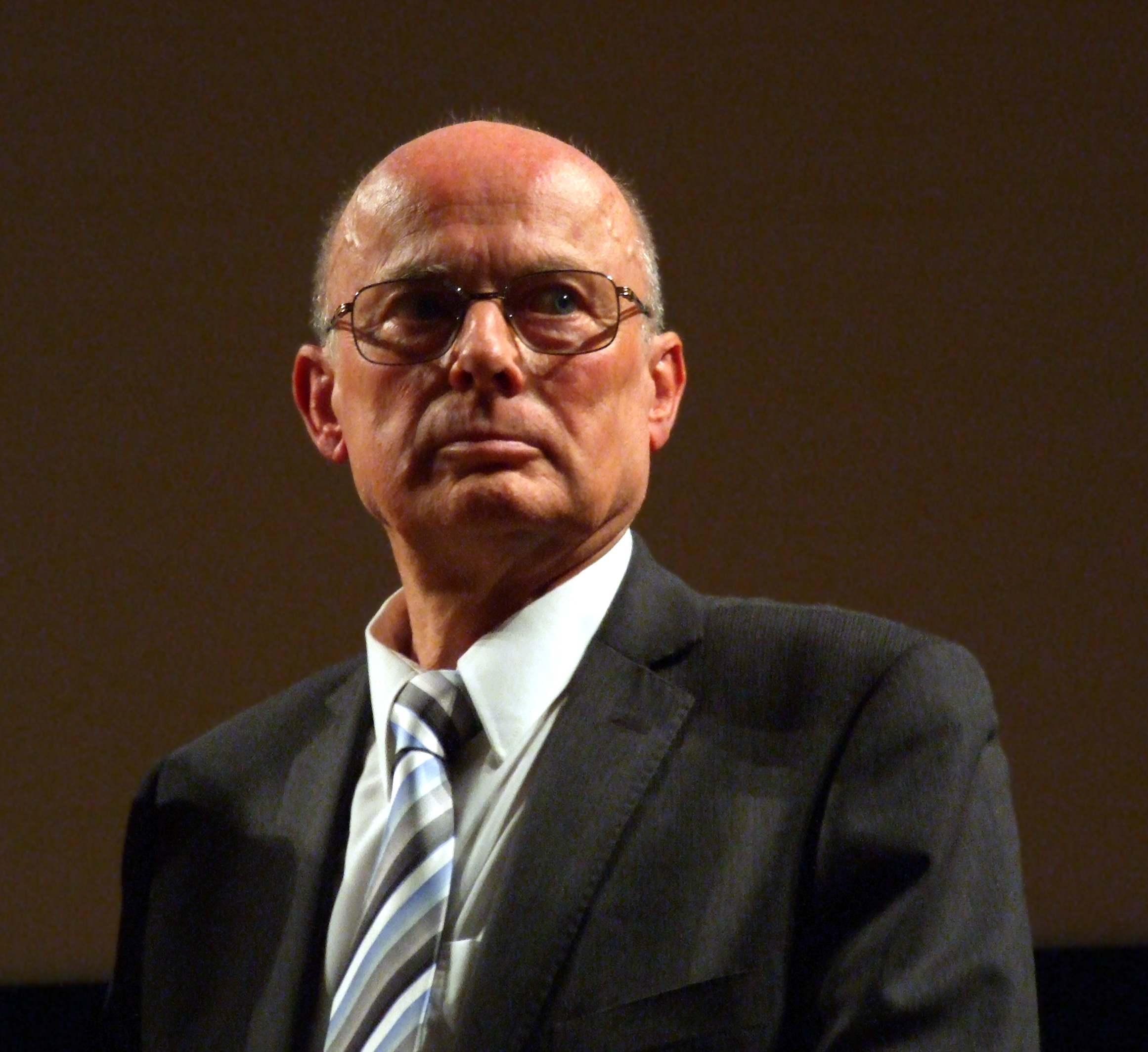
Karl-Otto Edel, 2010

Karl-Otto Edel (* 19. Dezember 1939 in Breslau) ist ein deutscher Ingenieur und war Professor für Technische Mechanik der Fachhochschule Brandenburg.

## Leben
Nach dem ingenieurwissenschaftlichen Studium an der Universität Rostock wurde Karl-Otto Edel 1968 mit einer Arbeit über „Spannungszustand kreisförmig gelochter Scheibenstreifen mit versteiften Rändern“ promoviert. Im Jahre 1987 erfolgte seine Habilitation (B-Promotion) an der Technischen Hochschule Magdeburg mit einer Arbeit, die unter dem Titel „Untersuchung des Bruchverhaltens von Eisenbahnschienen und -vollrädern“ veröffentlicht wurde.
Seit 1992 ist er Professor für Technische Mechanik an der Fachhochschule Brandenburg und befasst sich schwerpunktmäßig mit Bruchmechanik. Insbesondere das Prüflabor der FH wurde durch Edels Einsatz auch für die Industrie interessant und später infolge der verbesserten Wirtschaftlichkeit zu einem Kompetenzzentrum für Werkstoffprüfung mit überregionaler Ausstrahlung. Unter Ingenieurstudenten ist Edel bundesweit bekannt geworden, nachdem er ein materialwissenschaftliches Grundlagenskriptum im Internet publizierte.

## Bologna-Prozess
Seit 2004 nahm Karl-Otto Edel in Vorträgen, u. a. „Bologna und die Folgen“ (2004), und Publikationen, u. a. „Ein teutscher Baccalaureus“ (FAZ, 2006),  kritisch zur Studienstrukturreform, die im Rahmen des Bologna-Prozesses durchgeführt wird, Stellung. Auch in den folgenden Jahren hat er sich in verschiedenen Vorträgen, „Bologna und der Wandel der akademischen Bildung“ (Wien, 2013), „Bologna - Mythen, Illusionen, Fakten“ (Frankfurt am Main, 2015), sowie schriftlichen Beiträgen, „Der ‚Dipl.-Ing.‘ als immaterielles Weltkulturerbe?“ (Die neue Hochschule, 2018/2, Seite 32)  immer wieder zum Bologna-Prozess geäußert.
Bemerkenswert ist, dass er als einer der wenigen den Bologna-Prozess als solchen ablehnt. Edel begründet seine Kritik unter anderem mit den Erfahrungen in Dänemark und Finnland: dass sich die Gesamtstudiendauer verlängere, die Kosten steigen und die Wissenschaftsentwicklung nicht durch eine Top-Down-Steuerung erfolge.
Ferner wies Edel immer wieder darauf hin, dass in den USA, Großbritannien und Indien seit einigen Jahren im Bereich der Ingenieurstudiengänge Bestrebungen zur Einführung einstufiger Masterstudien im Gange sind, bei denen man inhaltlich die deutschen Diplomstudiengänge ausdrücklich zum Vorbild nimmt.
Auch nach seiner Emeritierung im Spätjahr 2008 publizierte Edel weiter zur Problematik der Bologna-Reform. Neben Marius Reiser ist er der einzige deutsche Hochschullehrer, der den Bologna-Prozess grundsätzlich ablehnt und öffentlich dagegen Stellung bezieht. Da Edel inzwischen als äußerst sachkundiger Kritiker dieser Studienreform gilt, ist er der einzige Fachhochschulprofessor, von dem im 2009 erschienenen Bologna-Schwarzbuch ein Aufsatz publiziert wurde.

## Veröffentlichungen (Auswahl)
- Der „Bologna-Prozeß“ ein bildungsideologisches Danaergeschenk, Selbstverlag, Brandenburg 2020. (PDF; 11,7 MB)
- Die deutsche Sprache in der Wissenschaft, Paderborn 2015, ISBN 978-3-942409-44-5.
- Die Macht der Sprache in der Wissenschaft, Paderborn 2010, ISBN 978-3-942409-08-7.
- Bologna und die Folgen. Anmerkungen zum Bologna-Prozess und seiner Instrumentalisierung, Brandenburg an der Havel 2005 (PDF; 9,5 MB).
- Querrisse im Radkranz klotzgebremster Güterwagenvollräder, Verlag FH Brandenburg, Brandenburg an der Havel 1995.
- Mit Rissen leben?, Verlag FH Brandenburg, Brandenburg an der Havel 1993.
- Untersuchung des Bruchverhaltens von Eisenbahnschienen und -vollrädern, Magdeburg 1987.